# Tanya Tucker (musikalbum)
Tanya Tucker är ett musikalbum från 1975 av Tanya Tucker, med Snuff Garrett som producent. "Lizzie and the Rainman" och "San Antonio Stroll" blev båda stora hitlåtar.

## Låtlista
1. "Lizzie and the Rainman" (Kenny O'Dell/Larry Henley) – 3:05
2. "Love of a Rolling Stone" (Jerry Chesnut) – 3:10
3. "San Antonio Stroll" (Peter Noah) – 2:48
4. "I'm Not Lisa" (Jessi Colter) – 3:28
5. "The King of Country Music" (Stephen H. Dorff/Milton L. Brown) – 2:31
6. "When Will I Be Loved?" [with Phil Everly] (Phil Everly) – 2:27
7. "The Serenade That We Played" (L. Roberts/L. Harrison) – 2:55
8. "Son of a Preacher Man" (Ronnie Wilkins/John Hurley) – 2:21
9. "Someday Soon" (Ian Tyson) – 3:35
10. "Traveling Salesman" (Gloria Sklerov/Harry Lloyd) – 3:17